# Haliotis sorenseni
Haliotis sorenseni är en snäckart som beskrevs av Bartsch 1940. Haliotis sorenseni ingår i släktet Haliotis och familjen Haliotididae. Inga underarter finns listade i Catalogue of Life.

## Bildgalleri

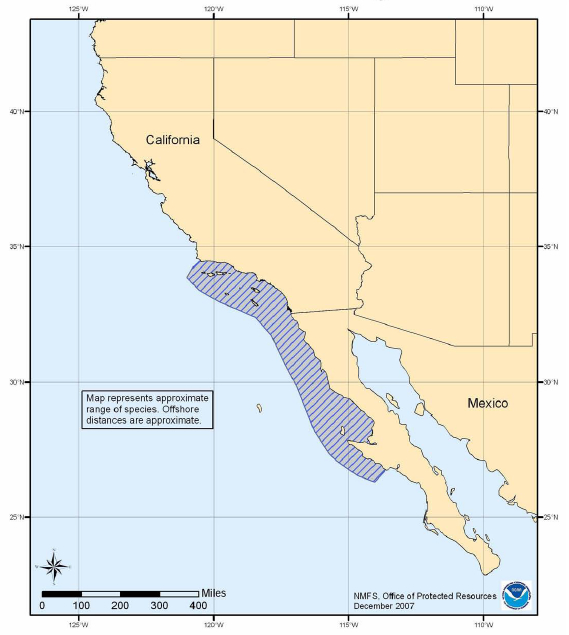
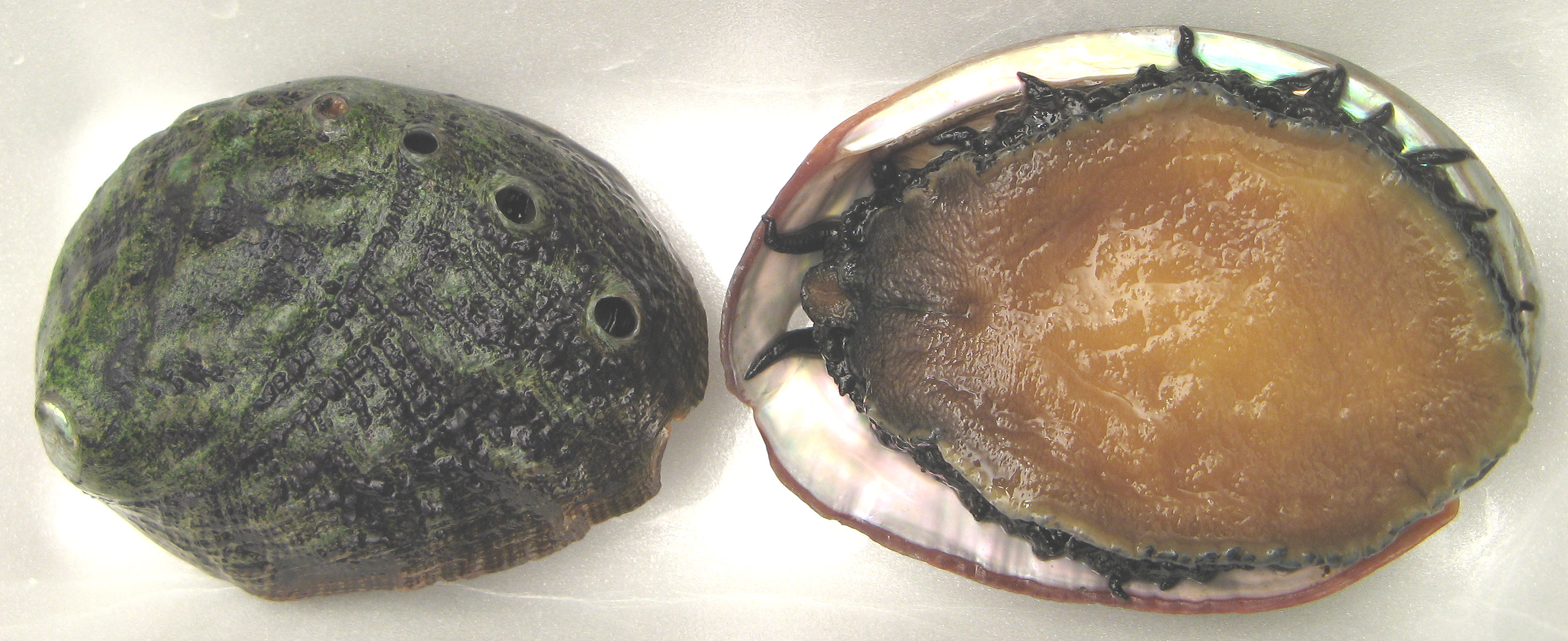